# Lhaksmana
Lhaksmana is een bestuurslaag in het regentschap Bireuen van de provincie Atjeh, Indonesië. Lhaksmana telt 237 inwoners (volkstelling 2010).